# Lista di asteroidi (744001-745000)
Di seguito una lista di asteroidi dal numero 744001  al 745000 con data di scoperta e scopritore.

## 744001–744100
| Nome   | Designazione provvisoria | Data di scoperta  | Scopritore          |
| ------ | ------------------------ | ----------------- | ------------------- |
| 744001 | 2009 BD16                | 16 gennaio 2009   | Mount Lemmon Survey |
| 744002 | 2009 BY20                | 16 gennaio 2009   | Mount Lemmon Survey |
| 744003 | 2009 BS22                | 17 gennaio 2009   | Spacewatch          |
| 744004 | 2009 BW24                | 31 dicembre 2008  | Mount Lemmon Survey |
| 744005 | 2009 BR25                | 31 dicembre 2008  | Spacewatch          |
| 744006 | 2009 BZ25                | 29 dicembre 2008  | Mount Lemmon Survey |
| 744007 | 2009 BZ34                | 1 gennaio 2009    | Mount Lemmon Survey |
| 744008 | 2009 BT39                | 16 gennaio 2009   | Spacewatch          |
| 744009 | 2009 BZ42                | 16 gennaio 2009   | Spacewatch          |
| 744010 | 2009 BU45                | 16 gennaio 2009   | Spacewatch          |
| 744011 | 2009 BG47                | 1 gennaio 2009    | Mount Lemmon Survey |
| 744012 | 2009 BC52                | 16 gennaio 2009   | Mount Lemmon Survey |
| 744013 | 2009 BK54                | 16 gennaio 2009   | Mount Lemmon Survey |
| 744014 | 2009 BA57                | 31 dicembre 2008  | Spacewatch          |
| 744015 | 2009 BK63                | 1 gennaio 2009    | Spacewatch          |
| 744016 | 2009 BB64                | 20 gennaio 2009   | CSS                 |
| 744017 | 2009 BP65                | 31 dicembre 2008  | Mount Lemmon Survey |
| 744018 | 2009 BO66                | 20 gennaio 2009   | Spacewatch          |
| 744019 | 2009 BO71                | 1 gennaio 2009    | Spacewatch          |
| 744020 | 2009 BV71                | 25 gennaio 2009   | Spacewatch          |
| 744021 | 2009 BK74                | 18 gennaio 2009   | CSS                 |
| 744022 | 2009 BD75                | 20 gennaio 2009   | CSS                 |
| 744023 | 2009 BS75                | 29 dicembre 2008  | Spacewatch          |
| 744024 | 2009 BE78                | 1 gennaio 2009    | Mount Lemmon Survey |
| 744025 | 2009 BM78                | 1 gennaio 2009    | Spacewatch          |
| 744026 | 2009 BE82                | 20 gennaio 2009   | CSS                 |
| 744027 | 2009 BJ82                | 20 gennaio 2009   | CSS                 |
| 744028 | 2009 BX82                | 1 novembre 2008   | Mount Lemmon Survey |
| 744029 | 2009 BQ83                | 20 gennaio 2009   | Spacewatch          |
| 744030 | 2009 BD84                | 31 gennaio 2009   | Spacewatch          |
| 744031 | 2009 BH95                | 26 gennaio 2009   | Mount Lemmon Survey |
| 744032 | 2009 BO95                | 31 dicembre 2008  | Spacewatch          |
| 744033 | 2009 BU95                | 26 gennaio 2009   | Mount Lemmon Survey |
| 744034 | 2009 BB100               | 28 gennaio 2009   | Spacewatch          |
| 744035 | 2009 BE112               | 22 dicembre 2008  | Spacewatch          |
| 744036 | 2009 BC116               | 31 dicembre 2008  | Spacewatch          |
| 744037 | 2009 BM117               | 29 gennaio 2009   | Mount Lemmon Survey |
| 744038 | 2009 BS117               | 29 gennaio 2009   | Mount Lemmon Survey |
| 744039 | 2009 BN119               | 30 dicembre 2008  | Mount Lemmon Survey |
| 744040 | 2009 BZ119               | 20 gennaio 2009   | Spacewatch          |
| 744041 | 2009 BC120               | 30 gennaio 2009   | Spacewatch          |
| 744042 | 2009 BG121               | 31 gennaio 2009   | Spacewatch          |
| 744043 | 2009 BM122               | 31 gennaio 2009   | Spacewatch          |
| 744044 | 2009 BV128               | 18 gennaio 2009   | Spacewatch          |
| 744045 | 2009 BJ132               | 3 gennaio 2009    | Mount Lemmon Survey |
| 744046 | 2009 BL132               | 3 gennaio 2009    | Mount Lemmon Survey |
| 744047 | 2009 BG133               | 15 gennaio 2009   | Spacewatch          |
| 744048 | 2009 BN137               | 29 gennaio 2009   | Spacewatch          |
| 744049 | 2009 BH139               | 29 gennaio 2009   | Spacewatch          |
| 744050 | 2009 BN139               | 29 gennaio 2009   | Spacewatch          |
| 744051 | 2009 BB141               | 9 febbraio 2005   | Mount Lemmon Survey |
| 744052 | 2009 BP141               | 30 gennaio 2009   | Spacewatch          |
| 744053 | 2009 BF148               | 30 gennaio 2009   | Mount Lemmon Survey |
| 744054 | 2009 BB154               | 2 gennaio 2009    | Mount Lemmon Survey |
| 744055 | 2009 BD155               | 30 dicembre 2008  | Mount Lemmon Survey |
| 744056 | 2009 BS156               | 31 gennaio 2009   | Spacewatch          |
| 744057 | 2009 BB161               | 31 gennaio 2009   | Mount Lemmon Survey |
| 744058 | 2009 BD161               | 18 gennaio 2009   | Spacewatch          |
| 744059 | 2009 BC164               | 31 gennaio 2009   | Spacewatch          |
| 744060 | 2009 BO169               | 16 gennaio 2009   | Mount Lemmon Survey |
| 744061 | 2009 BS171               | 17 gennaio 2009   | Spacewatch          |
| 744062 | 2009 BY173               | 25 gennaio 2009   | Spacewatch          |
| 744063 | 2009 BE176               | 31 gennaio 2009   | Mount Lemmon Survey |
| 744064 | 2009 BR179               | 18 gennaio 2009   | Spacewatch          |
| 744065 | 2009 BQ181               | 20 gennaio 2009   | CSS                 |
| 744066 | 2009 BJ184               | 1 febbraio 2005   | Spacewatch          |
| 744067 | 2009 BP185               | 20 gennaio 2009   | Mount Lemmon Survey |
| 744068 | 2009 BV187               | 31 gennaio 2009   | Spacewatch          |
| 744069 | 2009 BP188               | 31 gennaio 2009   | Spacewatch          |
| 744070 | 2009 BU192               | 31 gennaio 2009   | Spacewatch          |
| 744071 | 2009 BS194               | 25 dicembre 2013  | Mount Lemmon Survey |
| 744072 | 2009 BE196               | 25 gennaio 2009   | Spacewatch          |
| 744073 | 2009 BK196               | 16 gennaio 2015   | Pan-STARRS          |
| 744074 | 2009 BY196               | 27 febbraio 2014  | Pan-STARRS          |
| 744075 | 2009 BQ197               | 31 gennaio 2009   | Mount Lemmon Survey |
| 744076 | 2009 BU197               | 1 febbraio 2013   | Pan-STARRS          |
| 744077 | 2009 BU198               | 6 ottobre 2008    | Mount Lemmon Survey |
| 744078 | 2009 BG199               | 15 gennaio 2018   | Pan-STARRS          |
| 744079 | 2009 BQ199               | 20 gennaio 2009   | Mount Lemmon Survey |
| 744080 | 2009 BU199               | 5 febbraio 2016   | Pan-STARRS          |
| 744081 | 2009 BY199               | 20 gennaio 2009   | Spacewatch          |
| 744082 | 2009 BB200               | 31 gennaio 2009   | Mount Lemmon Survey |
| 744083 | 2009 BD200               | 19 novembre 2016  | Mount Lemmon Survey |
| 744084 | 2009 BH200               | 26 agosto 2012    | Pan-STARRS          |
| 744085 | 2009 BU200               | 27 luglio 2011    | Pan-STARRS          |
| 744086 | 2009 BJ201               | 16 settembre 2012 | Mount Lemmon Survey |
| 744087 | 2009 BH202               | 5 luglio 2017     | Pan-STARRS          |
| 744088 | 2009 BW202               | 4 ottobre 2013    | Spacewatch          |
| 744089 | 2009 BX202               | 29 gennaio 2009   | Mount Lemmon Survey |
| 744090 | 2009 BA203               | 27 settembre 2011 | Mount Lemmon Survey |
| 744091 | 2009 BB204               | 28 gennaio 2015   | Pan-STARRS          |
| 744092 | 2009 BJ204               | 19 novembre 2014  | Mount Lemmon Survey |
| 744093 | 2009 BM204               | 4 gennaio 2014    | Spacewatch          |
| 744094 | 2009 BN204               | 30 gennaio 2009   | Mount Lemmon Survey |
| 744095 | 2009 BE205               | 31 gennaio 2009   | Spacewatch          |
| 744096 | 2009 BD206               | 31 gennaio 2009   | Spacewatch          |
| 744097 | 2009 BH206               | 19 gennaio 2009   | Mount Lemmon Survey |
| 744098 | 2009 BO207               | 31 gennaio 2009   | Mount Lemmon Survey |
| 744099 | 2009 BV209               | 30 gennaio 2009   | Mount Lemmon Survey |
| 744100 | 2009 BB210               | 29 gennaio 2009   | Mount Lemmon Survey |

## 744101–744200
| Nome   | Designazione provvisoria | Data di scoperta  | Scopritore                |
| ------ | ------------------------ | ----------------- | ------------------------- |
| 744101 | 2009 BA213               | 18 gennaio 2009   | Mount Lemmon Survey       |
| 744102 | 2009 BW214               | 17 gennaio 2009   | Spacewatch                |
| 744103 | 2009 CC3                 | 4 febbraio 2009   | SSS                       |
| 744104 | 2009 CH3                 | 30 dicembre 2008  | Mount Lemmon Survey       |
| 744105 | 2009 CH5                 | 18 gennaio 2009   | Mount Lemmon Survey       |
| 744106 | 2009 CM5                 | 3 febbraio 2009   | Spacewatch                |
| 744107 | 2009 CT8                 | 30 ottobre 2008   | Spacewatch                |
| 744108 | 2009 CB9                 | 10 marzo 2005     | K. Černis, J. Zdanavičius |
| 744109 | 2009 CH23                | 1 febbraio 2009   | Spacewatch                |
| 744110 | 2009 CG26                | 1 febbraio 2009   | Spacewatch                |
| 744111 | 2009 CP34                | 2 febbraio 2009   | Mount Lemmon Survey       |
| 744112 | 2009 CR36                | 20 gennaio 2009   | Spacewatch                |
| 744113 | 2009 CN38                | 1 gennaio 2009    | Spacewatch                |
| 744114 | 2009 CB43                | 11 ottobre 2007   | CSS                       |
| 744115 | 2009 CH43                | 14 febbraio 2009  | Spacewatch                |
| 744116 | 2009 CV43                | 1 febbraio 2009   | Spacewatch                |
| 744117 | 2009 CK44                | 8 ottobre 2008    | Mount Lemmon Survey       |
| 744118 | 2009 CE45                | 11 febbraio 2002  | LONEOS                    |
| 744119 | 2009 CY45                | 7 gennaio 2009    | Spacewatch                |
| 744120 | 2009 CB50                | 20 gennaio 2009   | Mount Lemmon Survey       |
| 744121 | 2009 CN50                | 1 gennaio 2009    | Mount Lemmon Survey       |
| 744122 | 2009 CX51                | 3 gennaio 2009    | Mount Lemmon Survey       |
| 744123 | 2009 CZ51                | 3 gennaio 2009    | Mount Lemmon Survey       |
| 744124 | 2009 CA52                | 3 febbraio 2009   | Spacewatch                |
| 744125 | 2009 CL55                | 20 gennaio 2009   | CSS                       |
| 744126 | 2009 CN57                | 1 febbraio 2009   | Spacewatch                |
| 744127 | 2009 CT59                | 14 febbraio 2009  | Spacewatch                |
| 744128 | 2009 CW60                | 13 febbraio 2009  | Mount Lemmon Survey       |
| 744129 | 2009 CU63                | 1 febbraio 2009   | Spacewatch                |
| 744130 | 2009 CS67                | 25 dicembre 2012  | M. Ory                    |
| 744131 | 2009 CP68                | 28 novembre 2014  | Spacewatch                |
| 744132 | 2009 CX68                | 17 novembre 2014  | Mount Lemmon Survey       |
| 744133 | 2009 CZ68                | 4 luglio 2016     | Pan-STARRS                |
| 744134 | 2009 CP69                | 3 febbraio 2009   | Mount Lemmon Survey       |
| 744135 | 2009 CB70                | 11 ottobre 2015   | Mount Lemmon Survey       |
| 744136 | 2009 CP70                | 27 maggio 2014    | Pan-STARRS                |
| 744137 | 2009 CA71                | 1 febbraio 2009   | Mount Lemmon Survey       |
| 744138 | 2009 CF71                | 10 febbraio 2014  | Mount Lemmon Survey       |
| 744139 | 2009 CZ71                | 25 agosto 2012    | Spacewatch                |
| 744140 | 2009 CE72                | 25 dicembre 2013  | Mount Lemmon Survey       |
| 744141 | 2009 CN75                | 2 febbraio 2009   | Spacewatch                |
| 744142 | 2009 CO76                | 4 febbraio 2009   | Mount Lemmon Survey       |
| 744143 | 2009 DJ                  | 1 dicembre 2008   | Spacewatch                |
| 744144 | 2009 DY3                 | 29 gennaio 2009   | Mount Lemmon Survey       |
| 744145 | 2009 DN5                 | 20 febbraio 2009  | F. Hormuth                |
| 744146 | 2009 DP12                | 18 gennaio 2009   | Mount Lemmon Survey       |
| 744147 | 2009 DR13                | 16 febbraio 2009  | Spacewatch                |
| 744148 | 2009 DM21                | 20 gennaio 2009   | Spacewatch                |
| 744149 | 2009 DR23                | 20 febbraio 2009  | Spacewatch                |
| 744150 | 2009 DX25                | 21 febbraio 2009  | Mount Lemmon Survey       |
| 744151 | 2009 DA28                | 22 febbraio 2009  | F. Hormuth                |
| 744152 | 2009 DO28                | 23 febbraio 2009  | F. Hormuth                |
| 744153 | 2009 DC30                | 23 febbraio 2009  | F. Hormuth                |
| 744154 | 2009 DW34                | 20 febbraio 2009  | Spacewatch                |
| 744155 | 2009 DE40                | 20 febbraio 2009  | C. Rinner, F. Kugel       |
| 744156 | 2009 DE44                | 9 febbraio 2005   | Mount Lemmon Survey       |
| 744157 | 2009 DK48                | 12 ottobre 2007   | Spacewatch                |
| 744158 | 2009 DO48                | 5 febbraio 2009   | Mount Lemmon Survey       |
| 744159 | 2009 DM50                | 19 febbraio 2009  | Spacewatch                |
| 744160 | 2009 DS52                | 31 dicembre 2008  | Mount Lemmon Survey       |
| 744161 | 2009 DD55                | 22 febbraio 2009  | Spacewatch                |
| 744162 | 2009 DR55                | 22 febbraio 2009  | Spacewatch                |
| 744163 | 2009 DE56                | 22 febbraio 2009  | Spacewatch                |
| 744164 | 2009 DS58                | 22 febbraio 2009  | Spacewatch                |
| 744165 | 2009 DU61                | 22 febbraio 2009  | Spacewatch                |
| 744166 | 2009 DW68                | 30 dicembre 2008  | Mount Lemmon Survey       |
| 744167 | 2009 DO83                | 4 febbraio 2009   | Mount Lemmon Survey       |
| 744168 | 2009 DV89                | 19 febbraio 2009  | Spacewatch                |
| 744169 | 2009 DA93                | 28 febbraio 2009  | Mount Lemmon Survey       |
| 744170 | 2009 DX96                | 3 febbraio 2009   | K. Černis, J. Zdanavičius |
| 744171 | 2009 DU97                | 26 febbraio 2009  | Spacewatch                |
| 744172 | 2009 DC100               | 26 febbraio 2009  | Spacewatch                |
| 744173 | 2009 DN107               | 10 settembre 2007 | Mount Lemmon Survey       |
| 744174 | 2009 DO107               | 28 febbraio 2009  | Spacewatch                |
| 744175 | 2009 DV113               | 19 febbraio 2009  | Mount Lemmon Survey       |
| 744176 | 2009 DR115               | 26 febbraio 2009  | CSS                       |
| 744177 | 2009 DB118               | 27 febbraio 2009  | Spacewatch                |
| 744178 | 2009 DJ120               | 19 febbraio 2009  | Spacewatch                |
| 744179 | 2009 DC127               | 20 febbraio 2009  | Spacewatch                |
| 744180 | 2009 DJ129               | 27 febbraio 2009  | Spacewatch                |
| 744181 | 2009 DZ132               | 27 febbraio 2009  | Spacewatch                |
| 744182 | 2009 DF134               | 28 febbraio 2009  | Spacewatch                |
| 744183 | 2009 DZ134               | 20 febbraio 2009  | Spacewatch                |
| 744184 | 2009 DC136               | 9 ottobre 2007    | Spacewatch                |
| 744185 | 2009 DW137               | 19 febbraio 2009  | Spacewatch                |
| 744186 | 2009 DG145               | 19 febbraio 2009  | Spacewatch                |
| 744187 | 2009 DK145               | 20 febbraio 2009  | Spacewatch                |
| 744188 | 2009 DP145               | 28 febbraio 2009  | Spacewatch                |
| 744189 | 2009 DJ146               | 27 febbraio 2009  | Mount Lemmon Survey       |
| 744190 | 2009 DA147               | 10 novembre 2013  | Mount Lemmon Survey       |
| 744191 | 2009 DT147               | 13 settembre 2014 | Pan-STARRS                |
| 744192 | 2009 DK148               | 10 ottobre 2012   | Mount Lemmon Survey       |
| 744193 | 2009 DU148               | 19 febbraio 2009  | Spacewatch                |
| 744194 | 2009 DJ149               | 19 febbraio 2009  | Mount Lemmon Survey       |
| 744195 | 2009 DM149               | 19 febbraio 2009  | Mount Lemmon Survey       |
| 744196 | 2009 DH150               | 27 febbraio 2009  | Mount Lemmon Survey       |
| 744197 | 2009 DO150               | 8 ottobre 2015    | Pan-STARRS                |
| 744198 | 2009 DR150               | 28 febbraio 2009  | Mount Lemmon Survey       |
| 744199 | 2009 DM152               | 17 febbraio 2015  | Pan-STARRS                |
| 744200 | 2009 DX153               | 19 febbraio 2009  | Spacewatch                |

## 744201–744300
| Nome   | Designazione provvisoria | Data di scoperta  | Scopritore          |
| ------ | ------------------------ | ----------------- | ------------------- |
| 744201 | 2009 DO156               | 20 febbraio 2009  | Spacewatch          |
| 744202 | 2009 DT156               | 21 febbraio 2009  | Mount Lemmon Survey |
| 744203 | 2009 DY157               | 20 febbraio 2009  | Spacewatch          |
| 744204 | 2009 DS158               | 27 febbraio 2009  | Spacewatch          |
| 744205 | 2009 EF7                 | 31 gennaio 2009   | Mount Lemmon Survey |
| 744206 | 2009 EF9                 | 29 gennaio 2009   | Spacewatch          |
| 744207 | 2009 ER11                | 18 gennaio 2009   | Spacewatch          |
| 744208 | 2009 EY21                | 21 marzo 2009     | CSS                 |
| 744209 | 2009 EJ24                | 1 marzo 2009      | Mount Lemmon Survey |
| 744210 | 2009 EY32                | 3 marzo 2009      | Mount Lemmon Survey |
| 744211 | 2009 EG33                | 28 agosto 2014    | Pan-STARRS          |
| 744212 | 2009 EK33                | 2 marzo 2009      | Spacewatch          |
| 744213 | 2009 EP33                | 24 gennaio 2014   | Pan-STARRS          |
| 744214 | 2009 ER33                | 31 luglio 2016    | Pan-STARRS          |
| 744215 | 2009 EW33                | 31 dicembre 2011  | Spacewatch          |
| 744216 | 2009 EK34                | 2 marzo 2016      | Mount Lemmon Survey |
| 744217 | 2009 EO34                | 15 marzo 2009     | Mount Lemmon Survey |
| 744218 | 2009 EV34                | 18 aprile 2015    | CTIO-DECam          |
| 744219 | 2009 ED35                | 1 marzo 2009      | Mount Lemmon Survey |
| 744220 | 2009 EP35                | 24 ottobre 2011   | Pan-STARRS          |
| 744221 | 2009 ED36                | 15 ottobre 2017   | Mount Lemmon Survey |
| 744222 | 2009 EN36                | 22 marzo 2015     | Pan-STARRS          |
| 744223 | 2009 ET36                | 10 agosto 2007    | Spacewatch          |
| 744224 | 2009 EN37                | 2 marzo 2009      | Mount Lemmon Survey |
| 744225 | 2009 EW37                | 6 novembre 2016   | Mount Lemmon Survey |
| 744226 | 2009 EG38                | 28 luglio 2012    | Pan-STARRS          |
| 744227 | 2009 FR2                 | 11 settembre 2007 | Spacewatch          |
| 744228 | 2009 FX2                 | 18 marzo 2009     | C. Rinner, F. Kugel |
| 744229 | 2009 FC6                 | 3 febbraio 2009   | Spacewatch          |
| 744230 | 2009 FR6                 | 1 marzo 2009      | Spacewatch          |
| 744231 | 2009 FO13                | 21 marzo 2009     | CSS                 |
| 744232 | 2009 FY22                | 19 marzo 2009     | Spacewatch          |
| 744233 | 2009 FT28                | 26 aprile 2000    | Spacewatch          |
| 744234 | 2009 FG36                | 2 marzo 2009      | Spacewatch          |
| 744235 | 2009 FR39                | 31 gennaio 2009   | Mount Lemmon Survey |
| 744236 | 2009 FZ42                | 27 febbraio 2009  | Mount Lemmon Survey |
| 744237 | 2009 FG45                | 28 marzo 2009     | Mount Lemmon Survey |
| 744238 | 2009 FP53                | 29 marzo 2009     | Mount Lemmon Survey |
| 744239 | 2009 FT53                | 29 marzo 2009     | Mount Lemmon Survey |
| 744240 | 2009 FY53                | 21 marzo 2009     | Spacewatch          |
| 744241 | 2009 FM54                | 17 marzo 2009     | Spacewatch          |
| 744242 | 2009 FU54                | 30 marzo 2009     | Mount Lemmon Survey |
| 744243 | 2009 FO55                | 31 marzo 2009     | Spacewatch          |
| 744244 | 2009 FN57                | 20 aprile 2009    | CSS                 |
| 744245 | 2009 FW70                | 24 marzo 2009     | Spacewatch          |
| 744246 | 2009 FR78                | 25 marzo 2009     | PTF                 |
| 744247 | 2009 FU79                | 30 gennaio 2009   | Mount Lemmon Survey |
| 744248 | 2009 FA82                | 23 settembre 2011 | Pan-STARRS          |
| 744249 | 2009 FD82                | 28 marzo 2009     | Spacewatch          |
| 744250 | 2009 FL82                | 2 gennaio 2012    | Spacewatch          |
| 744251 | 2009 FB83                | 28 marzo 2009     | Mount Lemmon Survey |
| 744252 | 2009 FJ83                | 27 febbraio 2016  | Mount Lemmon Survey |
| 744253 | 2009 FK83                | 19 marzo 2009     | Spacewatch          |
| 744254 | 2009 FF84                | 21 marzo 2009     | Spacewatch          |
| 744255 | 2009 FN84                | 3 novembre 2011   | Spacewatch          |
| 744256 | 2009 FT84                | 19 marzo 2015     | Pan-STARRS          |
| 744257 | 2009 FB86                | 19 marzo 2009     | Mount Lemmon Survey |
| 744258 | 2009 FO86                | 26 gennaio 2017   | Mount Lemmon Survey |
| 744259 | 2009 FX86                | 19 ottobre 2012   | Pan-STARRS          |
| 744260 | 2009 FP87                | 12 settembre 2015 | Pan-STARRS          |
| 744261 | 2009 FC88                | 19 marzo 2009     | Spacewatch          |
| 744262 | 2009 FE89                | 28 gennaio 2009   | CSS                 |
| 744263 | 2009 FF90                | 17 marzo 2009     | Spacewatch          |
| 744264 | 2009 FH90                | 16 marzo 2009     | Spacewatch          |
| 744265 | 2009 FQ90                | 19 marzo 2009     | Mount Lemmon Survey |
| 744266 | 2009 FR90                | 19 marzo 2009     | Mount Lemmon Survey |
| 744267 | 2009 FV90                | 28 marzo 2009     | Spacewatch          |
| 744268 | 2009 FF93                | 21 marzo 2009     | CSS                 |
| 744269 | 2009 GC2                 | 13 aprile 2009    | E. Schwab, R. Kling |
| 744270 | 2009 GY6                 | 18 marzo 2009     | Spacewatch          |
| 744271 | 2009 GB7                 | 13 luglio 2013    | Pan-STARRS          |
| 744272 | 2009 GD8                 | 5 settembre 2010  | Mount Lemmon Survey |
| 744273 | 2009 GK8                 | 1 ottobre 2015    | Mount Lemmon Survey |
| 744274 | 2009 HD1                 | 16 aprile 2009    | CSS                 |
| 744275 | 2009 HV6                 | 17 aprile 2009    | Spacewatch          |
| 744276 | 2009 HA15                | 18 aprile 2009    | Spacewatch          |
| 744277 | 2009 HB16                | 18 aprile 2009    | Spacewatch          |
| 744278 | 2009 HY17                | 18 aprile 2009    | Spacewatch          |
| 744279 | 2009 HG18                | 18 aprile 2009    | Mount Lemmon Survey |
| 744280 | 2009 HY20                | 20 aprile 2009    | Spacewatch          |
| 744281 | 2009 HD21                | 24 marzo 2009     | Mount Lemmon Survey |
| 744282 | 2009 HN21                | 19 marzo 2009     | CSS                 |
| 744283 | 2009 HN22                | 17 aprile 2009    | Spacewatch          |
| 744284 | 2009 HS22                | 28 marzo 2009     | Mount Lemmon Survey |
| 744285 | 2009 HL30                | 21 luglio 2006    | Mount Lemmon Survey |
| 744286 | 2009 HW30                | 19 aprile 2009    | Spacewatch          |
| 744287 | 2009 HY35                | 13 febbraio 2009  | Mount Lemmon Survey |
| 744288 | 2009 HX37                | 1 aprile 2009     | Spacewatch          |
| 744289 | 2009 HP43                | 20 aprile 2009    | Spacewatch          |
| 744290 | 2009 HH47                | 19 aprile 2009    | Spacewatch          |
| 744291 | 2009 HT49                | 21 aprile 2009    | Spacewatch          |
| 744292 | 2009 HX54                | 20 aprile 2009    | Spacewatch          |
| 744293 | 2009 HH57                | 21 aprile 2009    | Mount Lemmon Survey |
| 744294 | 2009 HF66                | 23 aprile 2009    | Spacewatch          |
| 744295 | 2009 HW80                | 29 aprile 2009    | Mount Lemmon Survey |
| 744296 | 2009 HC86                | 18 marzo 2009     | Spacewatch          |
| 744297 | 2009 HW86                | 30 aprile 2009    | Mount Lemmon Survey |
| 744298 | 2009 HN88                | 29 aprile 2009    | Spacewatch          |
| 744299 | 2009 HF89                | 24 aprile 2009    | Alianza S4 Obs.     |
| 744300 | 2009 HU105               | 29 aprile 2009    | Spacewatch          |

## 744301–744400
| Nome   | Designazione provvisoria | Data di scoperta  | Scopritore                          |
| ------ | ------------------------ | ----------------- | ----------------------------------- |
| 744301 | 2009 HM111               | 11 settembre 2010 | Spacewatch                          |
| 744302 | 2009 HO111               | 18 aprile 2009    | Mount Lemmon Survey                 |
| 744303 | 2009 HQ111               | 23 aprile 2009    | Mount Lemmon Survey                 |
| 744304 | 2009 HR111               | 5 settembre 2010  | Mount Lemmon Survey                 |
| 744305 | 2009 HT111               | 3 novembre 2010   | Mount Lemmon Survey                 |
| 744306 | 2009 HY112               | 19 marzo 2013     | Pan-STARRS                          |
| 744307 | 2009 HW113               | 12 ottobre 2010   | Mount Lemmon Survey                 |
| 744308 | 2009 HC114               | 9 settembre 2015  | Pan-STARRS                          |
| 744309 | 2009 HO114               | 28 marzo 2015     | Pan-STARRS                          |
| 744310 | 2009 HG115               | 17 gennaio 2013   | Mount Lemmon Survey                 |
| 744311 | 2009 HO116               | 24 settembre 2017 | Mount Lemmon Survey                 |
| 744312 | 2009 HY116               | 27 ottobre 2011   | Mount Lemmon Survey                 |
| 744313 | 2009 HP117               | 26 settembre 2011 | Pan-STARRS                          |
| 744314 | 2009 HU117               | 20 aprile 2009    | Spacewatch                          |
| 744315 | 2009 HJ119               | 15 novembre 2011  | Mount Lemmon Survey                 |
| 744316 | 2009 HO121               | 21 aprile 2009    | Mount Lemmon Survey                 |
| 744317 | 2009 HN124               | 19 aprile 2009    | Mount Lemmon Survey                 |
| 744318 | 2009 HX124               | 21 aprile 2009    | Mount Lemmon Survey                 |
| 744319 | 2009 JK3                 | 18 aprile 2009    | Spacewatch                          |
| 744320 | 2009 JD10                | 24 marzo 2009     | Mount Lemmon Survey                 |
| 744321 | 2009 JG11                | 18 giugno 2005    | Mount Lemmon Survey                 |
| 744322 | 2009 JU13                | 1 maggio 2009     | Alianza S4 Obs.                     |
| 744323 | 2009 JN15                | 3 maggio 2009     | Mount Lemmon Survey                 |
| 744324 | 2009 JL18                | 29 agosto 2006    | Spacewatch                          |
| 744325 | 2009 JS19                | 3 maggio 2009     | Spacewatch                          |
| 744326 | 2009 JR20                | 15 maggio 2009    | Mount Lemmon Survey                 |
| 744327 | 2009 JT21                | 4 marzo 2016      | Pan-STARRS                          |
| 744328 | 2009 JL22                | 4 maggio 2009     | Mount Lemmon Survey                 |
| 744329 | 2009 JB23                | 1 maggio 2009     | Mount Lemmon Survey                 |
| 744330 | 2009 KV3                 | 19 aprile 2009    | CSS                                 |
| 744331 | 2009 KB9                 | 19 aprile 2009    | Spacewatch                          |
| 744332 | 2009 KZ11                | 30 aprile 2009    | Spacewatch                          |
| 744333 | 2009 KY15                | 1 maggio 2009     | Spacewatch                          |
| 744334 | 2009 KP16                | 30 giugno 2005    | NEAT                                |
| 744335 | 2009 KJ18                | 27 maggio 2009    | Mount Lemmon Survey                 |
| 744336 | 2009 KY22                | 26 maggio 2009    | Spacewatch                          |
| 744337 | 2009 KS37                | 8 luglio 2005     | Spacewatch                          |
| 744338 | 2009 KZ38                | 16 maggio 2009    | Mount Lemmon Survey                 |
| 744339 | 2009 KE39                | 30 maggio 2009    | Mount Lemmon Survey                 |
| 744340 | 2009 KF39                | 28 maggio 2009    | Mount Lemmon Survey                 |
| 744341 | 2009 KO39                | 26 ottobre 2013   | Mount Lemmon Survey                 |
| 744342 | 2009 KQ40                | 30 maggio 2016    | Pan-STARRS                          |
| 744343 | 2009 KC41                | 15 agosto 2014    | Pan-STARRS                          |
| 744344 | 2009 KN41                | 30 maggio 2009    | Mount Lemmon Survey                 |
| 744345 | 2009 KT41                | 5 marzo 2013      | Pan-STARRS                          |
| 744346 | 2009 KX42                | 27 maggio 2009    | Mount Lemmon Survey                 |
| 744347 | 2009 KF43                | 16 maggio 2009    | Mount Lemmon Survey                 |
| 744348 | 2009 KJ43                | 16 maggio 2009    | Mount Lemmon Survey                 |
| 744349 | 2009 KR43                | 25 maggio 2009    | Spacewatch                          |
| 744350 | 2009 LF1                 | 16 maggio 2009    | Spacewatch                          |
| 744351 | 2009 LU1                 | 12 giugno 2009    | Spacewatch                          |
| 744352 | 2009 LE5                 | 26 aprile 2009    | I. Eglītis                          |
| 744353 | 2009 LP7                 | 24 luglio 2015    | Pan-STARRS                          |
| 744354 | 2009 LS7                 | 13 marzo 2013     | Spacewatch                          |
| 744355 | 2009 LY7                 | 17 aprile 2013    | Pan-STARRS                          |
| 744356 | 2009 MP2                 | 17 giugno 2009    | Spacewatch                          |
| 744357 | 2009 MR3                 | 15 maggio 2009    | CSS                                 |
| 744358 | 2009 MN11                | 2 gennaio 2012    | Spacewatch                          |
| 744359 | 2009 MR11                | 8 dicembre 2015   | Pan-STARRS                          |
| 744360 | 2009 MV11                | 2 novembre 2011   | Mount Lemmon Survey                 |
| 744361 | 2009 NP2                 | 12 luglio 2009    | Spacewatch                          |
| 744362 | 2009 OA7                 | 14 luglio 2009    | Spacewatch                          |
| 744363 | 2009 OJ9                 | 20 novembre 1998  | K. Sárneczky, L. Kiss               |
| 744364 | 2009 OT16                | 28 luglio 2009    | Spacewatch                          |
| 744365 | 2009 OV17                | 28 luglio 2009    | Spacewatch                          |
| 744366 | 2009 OC19                | 13 febbraio 2008  | Spacewatch                          |
| 744367 | 2009 OU21                | 31 luglio 2009    | W. Bickel                           |
| 744368 | 2009 OK25                | 20 luglio 2009    | PTF                                 |
| 744369 | 2009 OT26                | 23 maggio 2012    | Mount Lemmon Survey                 |
| 744370 | 2009 OX26                | 27 luglio 2009    | Spacewatch                          |
| 744371 | 2009 OM27                | 30 luglio 2009    | W. Bickel                           |
| 744372 | 2009 OG28                | 27 luglio 2009    | Spacewatch                          |
| 744373 | 2009 OH28                | 28 luglio 2009    | CSS                                 |
| 744374 | 2009 OO28                | 24 luglio 2009    | SSS                                 |
| 744375 | 2009 PG9                 | 15 agosto 2009    | Spacewatch                          |
| 744376 | 2009 PX9                 | 16 agosto 2009    | CSS                                 |
| 744377 | 2009 PB11                | 24 giugno 2009    | Mount Lemmon Survey                 |
| 744378 | 2009 PN12                | 15 agosto 2009    | Spacewatch                          |
| 744379 | 2009 PS19                | 18 agosto 2009    | Osservatorio astronomico di Maiorca |
| 744380 | 2009 PE22                | 12 gennaio 2016   | Pan-STARRS                          |
| 744381 | 2009 PM23                | 15 agosto 2009    | Spacewatch                          |
| 744382 | 2009 QB1                 | 14 luglio 2009    | Spacewatch                          |
| 744383 | 2009 QO1                 | 16 agosto 2009    | Osservatorio astronomico di Maiorca |
| 744384 | 2009 QS6                 | 5 gennaio 2000    | Spacewatch                          |
| 744385 | 2009 QZ9                 | 19 agosto 2009    | R. Apitzsch                         |
| 744386 | 2009 QT12                | 16 agosto 2009    | Spacewatch                          |
| 744387 | 2009 QU15                | 16 agosto 2009    | Spacewatch                          |
| 744388 | 2009 QQ17                | 17 agosto 2009    | Spacewatch                          |
| 744389 | 2009 QU21                | 20 agosto 2009    | Osservatorio astronomico di Maiorca |
| 744390 | 2009 QQ22                | 15 agosto 2009    | Spacewatch                          |
| 744391 | 2009 QP24                | 16 agosto 2009    | CSS                                 |
| 744392 | 2009 QT25                | 27 dicembre 2006  | Mount Lemmon Survey                 |
| 744393 | 2009 QL29                | 22 agosto 2009    | W. Bickel                           |
| 744394 | 2009 QV29                | 21 agosto 2009    | G. Hug                              |
| 744395 | 2009 QZ31                | 20 agosto 2009    | R. Matson                           |
| 744396 | 2009 QN34                | 27 agosto 2009    | Osservatorio astronomico di Maiorca |
| 744397 | 2009 QV41                | 19 agosto 2009    | OAM Obs.                            |
| 744398 | 2009 QE42                | 31 ottobre 2002   | Spacewatch                          |
| 744399 | 2009 QA43                | 26 agosto 2009    | Osservatorio astronomico di Maiorca |
| 744400 | 2009 QT44                | 27 agosto 2009    | Spacewatch                          |

## 744401–744500
| Nome   | Designazione provvisoria | Data di scoperta  | Scopritore                          |
| ------ | ------------------------ | ----------------- | ----------------------------------- |
| 744401 | 2009 QD45                | 18 agosto 2009    | Spacewatch                          |
| 744402 | 2009 QM46                | 18 agosto 2009    | Spacewatch                          |
| 744403 | 2009 QG50                | 28 marzo 2008     | Mount Lemmon Survey                 |
| 744404 | 2009 QH54                | 20 agosto 2009    | Spacewatch                          |
| 744405 | 2009 QA55                | 17 agosto 2009    | Spacewatch                          |
| 744406 | 2009 QC55                | 18 agosto 2009    | Spacewatch                          |
| 744407 | 2009 QD56                | 27 agosto 2009    | Spacewatch                          |
| 744408 | 2009 QU56                | 16 agosto 2009    | Spacewatch                          |
| 744409 | 2009 QY59                | 17 agosto 2009    | Osservatorio astronomico di Maiorca |
| 744410 | 2009 QF61                | 16 agosto 2009    | Spacewatch                          |
| 744411 | 2009 QY63                | 17 agosto 2009    | CSS                                 |
| 744412 | 2009 QO66                | 27 agosto 2009    | Spacewatch                          |
| 744413 | 2009 QB67                | 28 agosto 2009    | Spacewatch                          |
| 744414 | 2009 QG67                | 27 agosto 2009    | Spacewatch                          |
| 744415 | 2009 QH67                | 26 gennaio 2006   | Mount Lemmon Survey                 |
| 744416 | 2009 QN67                | 16 agosto 2009    | Spacewatch                          |
| 744417 | 2009 QO67                | 18 agosto 2009    | Spacewatch                          |
| 744418 | 2009 QQ67                | 1 novembre 2013   | Pan-STARRS                          |
| 744419 | 2009 QG68                | 29 agosto 2009    | CSS                                 |
| 744420 | 2009 QP68                | 18 agosto 2009    | Spacewatch                          |
| 744421 | 2009 QX68                | 16 agosto 2009    | Osservatorio astronomico di Maiorca |
| 744422 | 2009 QJ69                | 3 ottobre 2014    | Mount Lemmon Survey                 |
| 744423 | 2009 QL71                | 18 agosto 2009    | Spacewatch                          |
| 744424 | 2009 QV73                | 27 agosto 2009    | Spacewatch                          |
| 744425 | 2009 QQ75                | 28 agosto 2009    | Spacewatch                          |
| 744426 | 2009 RK2                 | 10 settembre 2009 | ESA OGS                             |
| 744427 | 2009 RM8                 | 12 settembre 2009 | Spacewatch                          |
| 744428 | 2009 RQ8                 | 12 settembre 2009 | Spacewatch                          |
| 744429 | 2009 RY19                | 14 settembre 2009 | CSS                                 |
| 744430 | 2009 RY29                | 14 settembre 2009 | Spacewatch                          |
| 744431 | 2009 RX35                | 14 settembre 2009 | Spacewatch                          |
| 744432 | 2009 RP37                | 15 settembre 2009 | Spacewatch                          |
| 744433 | 2009 RR38                | 15 settembre 2009 | Spacewatch                          |
| 744434 | 2009 RJ40                | 15 settembre 2009 | Spacewatch                          |
| 744435 | 2009 RT42                | 15 settembre 2009 | Spacewatch                          |
| 744436 | 2009 RS52                | 15 settembre 2009 | Spacewatch                          |
| 744437 | 2009 RB56                | 15 settembre 2009 | Spacewatch                          |
| 744438 | 2009 RA58                | 14 settembre 2009 | CSS                                 |
| 744439 | 2009 RM62                | 15 settembre 2009 | Spacewatch                          |
| 744440 | 2009 RQ62                | 15 settembre 2009 | Spacewatch                          |
| 744441 | 2009 RT62                | 8 aprile 2008     | Mount Lemmon Survey                 |
| 744442 | 2009 RZ62                | 12 settembre 2009 | Spacewatch                          |
| 744443 | 2009 RW64                | 15 settembre 2009 | Spacewatch                          |
| 744444 | 2009 RC67                | 23 novembre 2006  | Mount Lemmon Survey                 |
| 744445 | 2009 RN67                | 15 settembre 2009 | Spacewatch                          |
| 744446 | 2009 RO70                | 12 settembre 2009 | Spacewatch                          |
| 744447 | 2009 RR71                | 15 settembre 2009 | Spacewatch                          |
| 744448 | 2009 RB74                | 15 settembre 2009 | Spacewatch                          |
| 744449 | 2009 RU74                | 14 settembre 2009 | LINEAR                              |
| 744450 | 2009 RH76                | 27 ottobre 2005   | Spacewatch                          |
| 744451 | 2009 RD77                | 17 giugno 2013    | Pan-STARRS                          |
| 744452 | 2009 RS77                | 15 settembre 2009 | Spacewatch                          |
| 744453 | 2009 RW79                | 30 luglio 2014    | Spacewatch                          |
| 744454 | 2009 RX80                | 15 settembre 2009 | Spacewatch                          |
| 744455 | 2009 RP82                | 15 settembre 2009 | Spacewatch                          |
| 744456 | 2009 SE7                 | 16 settembre 2009 | Mount Lemmon Survey                 |
| 744457 | 2009 SQ13                | 28 agosto 2009    | Spacewatch                          |
| 744458 | 2009 SG14                | 17 agosto 2009    | Spacewatch                          |
| 744459 | 2009 SK17                | 17 settembre 2009 | K. Černis, K. Zdanavičius           |
| 744460 | 2009 SH24                | 16 settembre 2009 | Spacewatch                          |
| 744461 | 2009 SY25                | 27 settembre 2005 | Spacewatch                          |
| 744462 | 2009 SO34                | 16 settembre 2009 | Spacewatch                          |
| 744463 | 2009 SX34                | 16 settembre 2009 | Spacewatch                          |
| 744464 | 2009 ST43                | 16 settembre 2009 | Spacewatch                          |
| 744465 | 2009 SD53                | 17 settembre 2009 | CSS                                 |
| 744466 | 2009 SL58                | 17 settembre 2009 | Spacewatch                          |
| 744467 | 2009 SQ58                | 17 settembre 2009 | Spacewatch                          |
| 744468 | 2009 SN59                | 17 settembre 2009 | Spacewatch                          |
| 744469 | 2009 SH66                | 17 settembre 2009 | Spacewatch                          |
| 744470 | 2009 SB68                | 17 settembre 2009 | Spacewatch                          |
| 744471 | 2009 SF68                | 17 settembre 2009 | Spacewatch                          |
| 744472 | 2009 SG73                | 17 settembre 2009 | Mount Lemmon Survey                 |
| 744473 | 2009 SK77                | 17 settembre 2009 | Spacewatch                          |
| 744474 | 2009 SV77                | 17 settembre 2009 | K. Černis, K. Zdanavičius           |
| 744475 | 2009 SJ82                | 18 settembre 2009 | Mount Lemmon Survey                 |
| 744476 | 2009 SS83                | 27 agosto 2009    | Spacewatch                          |
| 744477 | 2009 SU84                | 29 agosto 2009    | Spacewatch                          |
| 744478 | 2009 SW87                | 18 settembre 2009 | Spacewatch                          |
| 744479 | 2009 SP88                | 28 agosto 2009    | Spacewatch                          |
| 744480 | 2009 SE89                | 18 settembre 2009 | Mount Lemmon Survey                 |
| 744481 | 2009 SM89                | 18 settembre 2009 | Mount Lemmon Survey                 |
| 744482 | 2009 SN90                | 16 settembre 2009 | Spacewatch                          |
| 744483 | 2009 SG93                | 19 settembre 2009 | Mount Lemmon Survey                 |
| 744484 | 2009 SZ94                | 19 settembre 2009 | Mount Lemmon Survey                 |
| 744485 | 2009 SL95                | 19 settembre 2009 | Mount Lemmon Survey                 |
| 744486 | 2009 SL97                | 20 settembre 2009 | Mount Lemmon Survey                 |
| 744487 | 2009 SB98                | 20 settembre 2009 | Spacewatch                          |
| 744488 | 2009 SV105               | 16 settembre 2009 | Mount Lemmon Survey                 |
| 744489 | 2009 SR108               | 16 agosto 2009    | CSS                                 |
| 744490 | 2009 SE112               | 18 settembre 2009 | Spacewatch                          |
| 744491 | 2009 SE128               | 18 settembre 2009 | Spacewatch                          |
| 744492 | 2009 SM128               | 18 settembre 2009 | Spacewatch                          |
| 744493 | 2009 SU129               | 18 settembre 2009 | Spacewatch                          |
| 744494 | 2009 SM130               | 18 settembre 2009 | Spacewatch                          |
| 744495 | 2009 SK131               | 18 settembre 2009 | Spacewatch                          |
| 744496 | 2009 ST132               | 18 settembre 2009 | Spacewatch                          |
| 744497 | 2009 ST135               | 18 settembre 2009 | Spacewatch                          |
| 744498 | 2009 SR140               | 19 settembre 2009 | Spacewatch                          |
| 744499 | 2009 SH151               | 20 settembre 2009 | Spacewatch                          |
| 744500 | 2009 SR151               | 20 settembre 2009 | Spacewatch                          |

## 744501–744600
| Nome   | Designazione provvisoria | Data di scoperta  | Scopritore                   |
| ------ | ------------------------ | ----------------- | ---------------------------- |
| 744501 | 2009 SZ157               | 20 settembre 2009 | Mount Lemmon Survey          |
| 744502 | 2009 SL159               | 20 settembre 2009 | Spacewatch                   |
| 744503 | 2009 SS163               | 21 settembre 2009 | Spacewatch                   |
| 744504 | 2009 SV168               | 22 settembre 2009 | W. Bickel                    |
| 744505 | 2009 SO180               | 31 luglio 2009    | CSS                          |
| 744506 | 2009 SD186               | 21 settembre 2009 | Spacewatch                   |
| 744507 | 2009 SS187               | 21 settembre 2009 | Spacewatch                   |
| 744508 | 2009 SY187               | 21 settembre 2009 | Spacewatch                   |
| 744509 | 2009 SG197               | 18 settembre 2009 | Spacewatch                   |
| 744510 | 2009 SY205               | 22 settembre 2009 | Spacewatch                   |
| 744511 | 2009 SO206               | 28 gennaio 2007   | Mount Lemmon Survey          |
| 744512 | 2009 SQ212               | 15 settembre 2009 | Spacewatch                   |
| 744513 | 2009 SY216               | 1 settembre 2009  | T. V. Kryachko, B. Satovskij |
| 744514 | 2009 SV218               | 24 settembre 2009 | Mount Lemmon Survey          |
| 744515 | 2009 SL221               | 3 novembre 2004   | Spacewatch                   |
| 744516 | 2009 SJ222               | 17 agosto 2009    | Spacewatch                   |
| 744517 | 2009 SS222               | 29 agosto 2009    | Spacewatch                   |
| 744518 | 2009 SH228               | 26 settembre 2009 | Mount Lemmon Survey          |
| 744519 | 2009 ST230               | 28 gennaio 2007   | Mount Lemmon Survey          |
| 744520 | 2009 SG231               | 19 settembre 2009 | Spacewatch                   |
| 744521 | 2009 ST231               | 19 settembre 2009 | Spacewatch                   |
| 744522 | 2009 SG232               | 29 agosto 2009    | Spacewatch                   |
| 744523 | 2009 SG239               | 15 agosto 2009    | Spacewatch                   |
| 744524 | 2009 SM244               | 17 settembre 2009 | Spacewatch                   |
| 744525 | 2009 SE245               | 21 settembre 2009 | Spacewatch                   |
| 744526 | 2009 SW250               | 20 settembre 2009 | Spacewatch                   |
| 744527 | 2009 SF258               | 21 settembre 2009 | Mount Lemmon Survey          |
| 744528 | 2009 ST258               | 21 settembre 2009 | Spacewatch                   |
| 744529 | 2009 SN260               | 18 agosto 2009    | Spacewatch                   |
| 744530 | 2009 ST263               | 23 settembre 2009 | Mount Lemmon Survey          |
| 744531 | 2009 SR267               | 23 settembre 2009 | Mount Lemmon Survey          |
| 744532 | 2009 SV268               | 24 settembre 2009 | Spacewatch                   |
| 744533 | 2009 SM270               | 24 settembre 2009 | Mount Lemmon Survey          |
| 744534 | 2009 ST279               | 17 settembre 2009 | Spacewatch                   |
| 744535 | 2009 SN283               | 17 settembre 2009 | Spacewatch                   |
| 744536 | 2009 SD284               | 17 settembre 2009 | Spacewatch                   |
| 744537 | 2009 ST287               | 18 settembre 2009 | Spacewatch                   |
| 744538 | 2009 SL289               | 25 settembre 2009 | Spacewatch                   |
| 744539 | 2009 SW294               | 17 settembre 2009 | Mount Lemmon Survey          |
| 744540 | 2009 SB295               | 19 settembre 2009 | Spacewatch                   |
| 744541 | 2009 SG295               | 27 settembre 2009 | Mount Lemmon Survey          |
| 744542 | 2009 SQ300               | 17 agosto 2009    | Spacewatch                   |
| 744543 | 2009 SH303               | 16 agosto 2009    | Spacewatch                   |
| 744544 | 2009 SJ305               | 17 settembre 2009 | Spacewatch                   |
| 744545 | 2009 SC306               | 8 marzo 2008      | Spacewatch                   |
| 744546 | 2009 SS307               | 17 settembre 2009 | Spacewatch                   |
| 744547 | 2009 SS317               | 19 settembre 2009 | Spacewatch                   |
| 744548 | 2009 SW318               | 29 agosto 2009    | Spacewatch                   |
| 744549 | 2009 SB323               | 22 settembre 2009 | W. Bickel                    |
| 744550 | 2009 SA327               | 20 settembre 2009 | CSS                          |
| 744551 | 2009 ST331               | 16 agosto 2009    | Spacewatch                   |
| 744552 | 2009 SU332               | 18 agosto 2009    | CSS                          |
| 744553 | 2009 SB344               | 15 marzo 2007     | Mount Lemmon Survey          |
| 744554 | 2009 SQ344               | 18 settembre 2009 | Spacewatch                   |
| 744555 | 2009 SD350               | 21 settembre 2009 | Mount Lemmon Survey          |
| 744556 | 2009 SK351               | 16 settembre 2009 | Spacewatch                   |
| 744557 | 2009 ST351               | 29 settembre 2009 | Mount Lemmon Survey          |
| 744558 | 2009 SG355               | 22 settembre 2009 | Mount Lemmon Survey          |
| 744559 | 2009 SX356               | 18 settembre 2009 | Spacewatch                   |
| 744560 | 2009 SV360               | 19 settembre 2009 | Mount Lemmon Survey          |
| 744561 | 2009 SO362               | 29 settembre 2009 | Mount Lemmon Survey          |
| 744562 | 2009 SS366               | 2 ottobre 2009    | Mount Lemmon Survey          |
| 744563 | 2009 SD371               | 28 settembre 2009 | Mount Lemmon Survey          |
| 744564 | 2009 SV372               | 25 settembre 2009 | Mount Lemmon Survey          |
| 744565 | 2009 SV373               | 5 ottobre 2013    | Pan-STARRS                   |
| 744566 | 2009 SX373               | 24 settembre 2009 | Mount Lemmon Survey          |
| 744567 | 2009 SZ373               | 21 settembre 2009 | Mount Lemmon Survey          |
| 744568 | 2009 SB374               | 2 marzo 2011      | Spacewatch                   |
| 744569 | 2009 SG374               | 14 dicembre 2006  | Spacewatch                   |
| 744570 | 2009 SJ374               | 11 dicembre 2013  | Pan-STARRS                   |
| 744571 | 2009 SF375               | 20 settembre 2009 | Spacewatch                   |
| 744572 | 2009 SA376               | 29 agosto 2009    | Spacewatch                   |
| 744573 | 2009 SK376               | 9 settembre 2015  | Pan-STARRS                   |
| 744574 | 2009 SZ376               | 21 settembre 2009 | Mount Lemmon Survey          |
| 744575 | 2009 SA377               | 27 novembre 2013  | Pan-STARRS                   |
| 744576 | 2009 SM377               | 25 dicembre 2013  | Mount Lemmon Survey          |
| 744577 | 2009 SN377               | 6 marzo 2011      | Mount Lemmon Survey          |
| 744578 | 2009 SD378               | 14 settembre 2013 | Mount Lemmon Survey          |
| 744579 | 2009 SN378               | 18 settembre 2009 | Spacewatch                   |
| 744580 | 2009 ST378               | 6 marzo 2011      | Mount Lemmon Survey          |
| 744581 | 2009 SM379               | 19 settembre 2009 | Spacewatch                   |
| 744582 | 2009 SP380               | 5 aprile 2014     | Pan-STARRS                   |
| 744583 | 2009 SN382               | 20 agosto 2009    | Spacewatch                   |
| 744584 | 2009 SP382               | 17 settembre 2009 | Spacewatch                   |
| 744585 | 2009 SF383               | 28 settembre 2009 | Spacewatch                   |
| 744586 | 2009 SP383               | 25 settembre 2009 | Spacewatch                   |
| 744587 | 2009 SE384               | 15 marzo 2012     | Mount Lemmon Survey          |
| 744588 | 2009 SJ384               | 10 novembre 2013  | Mount Lemmon Survey          |
| 744589 | 2009 SA385               | 27 settembre 2009 | Spacewatch                   |
| 744590 | 2009 SU385               | 21 settembre 2009 | Mount Lemmon Survey          |
| 744591 | 2009 SB386               | 31 agosto 2014    | Spacewatch                   |
| 744592 | 2009 SD386               | 19 settembre 2009 | Spacewatch                   |
| 744593 | 2009 SN386               | 17 luglio 2013    | SSS                          |
| 744594 | 2009 SO389               | 16 settembre 2009 | Spacewatch                   |
| 744595 | 2009 SQ392               | 25 settembre 2009 | Mount Lemmon Survey          |
| 744596 | 2009 SX392               | 22 agosto 2014    | Pan-STARRS                   |
| 744597 | 2009 SB396               | 22 settembre 2009 | Spacewatch                   |
| 744598 | 2009 ST396               | 29 settembre 2009 | Mount Lemmon Survey          |
| 744599 | 2009 SJ401               | 28 settembre 2009 | Mount Lemmon Survey          |
| 744600 | 2009 ST405               | 22 settembre 2009 | Spacewatch                   |

## 744601–744700
| Nome   | Designazione provvisoria | Data di scoperta  | Scopritore                          |
| ------ | ------------------------ | ----------------- | ----------------------------------- |
| 744601 | 2009 SS407               | 19 settembre 2009 | CSS                                 |
| 744602 | 2009 SX415               | 28 settembre 2009 | Mount Lemmon Survey                 |
| 744603 | 2009 SN419               | 17 settembre 2009 | Spacewatch                          |
| 744604 | 2009 SP420               | 20 settembre 2009 | Spacewatch                          |
| 744605 | 2009 TT2                 | 8 ottobre 2009    | A. Galád                            |
| 744606 | 2009 TU5                 | 23 agosto 2003    | NEAT                                |
| 744607 | 2009 TV7                 | 14 ottobre 2009   | A. Lowe                             |
| 744608 | 2009 TL9                 | 17 settembre 2009 | Mount Lemmon Survey                 |
| 744609 | 2009 TB10                | 17 settembre 2009 | Spacewatch                          |
| 744610 | 2009 TZ11                | 14 ottobre 2009   | W. Bickel                           |
| 744611 | 2009 TG19                | 14 settembre 2005 | Spacewatch                          |
| 744612 | 2009 TX31                | 15 ottobre 2009   | Osservatorio astronomico di Maiorca |
| 744613 | 2009 TH38                | 26 settembre 2009 | CSS                                 |
| 744614 | 2009 TS38                | 13 ottobre 2009   | Osservatorio astronomico di Maiorca |
| 744615 | 2009 TJ40                | 2 ottobre 2009    | Mount Lemmon Survey                 |
| 744616 | 2009 TU41                | 14 ottobre 2009   | CSS                                 |
| 744617 | 2009 TL50                | 14 ottobre 2009   | Osservatorio astronomico di Maiorca |
| 744618 | 2009 TF51                | 15 ottobre 2009   | Mount Lemmon Survey                 |
| 744619 | 2009 TA52                | 17 settembre 2014 | Pan-STARRS                          |
| 744620 | 2009 TG52                | 4 giugno 2013     | Mount Lemmon Survey                 |
| 744621 | 2009 TX57                | 11 ottobre 2009   | Mount Lemmon Survey                 |
| 744622 | 2009 UO                  | 25 settembre 2009 | Spacewatch                          |
| 744623 | 2009 UT                  | 17 ottobre 2009   | CSS                                 |
| 744624 | 2009 UE12                | 20 novembre 2004  | Spacewatch                          |
| 744625 | 2009 UQ13                | 18 luglio 2005    | NEAT                                |
| 744626 | 2009 UG14                | 20 ottobre 2009   | A. Asami, N. Hashimoto              |
| 744627 | 2009 UB28                | 18 settembre 2009 | Mount Lemmon Survey                 |
| 744628 | 2009 UQ33                | 18 ottobre 2009   | Mount Lemmon Survey                 |
| 744629 | 2009 UA39                | 22 ottobre 2009   | Mount Lemmon Survey                 |
| 744630 | 2009 UM41                | 15 settembre 2009 | Spacewatch                          |
| 744631 | 2009 UM48                | 23 settembre 2009 | Spacewatch                          |
| 744632 | 2009 UM52                | 22 ottobre 2009   | Mount Lemmon Survey                 |
| 744633 | 2009 US54                | 23 ottobre 2009   | Spacewatch                          |
| 744634 | 2009 US56                | 23 ottobre 2009   | Mount Lemmon Survey                 |
| 744635 | 2009 UT56                | 5 marzo 2000      | LINEAR                              |
| 744636 | 2009 UM60                | 17 ottobre 2009   | Mount Lemmon Survey                 |
| 744637 | 2009 UE64                | 29 settembre 2009 | Spacewatch                          |
| 744638 | 2009 UW66                | 17 settembre 2009 | Spacewatch                          |
| 744639 | 2009 UA68                | 17 ottobre 2009   | Mount Lemmon Survey                 |
| 744640 | 2009 UD69                | 29 agosto 2009    | Spacewatch                          |
| 744641 | 2009 UV70                | 11 marzo 2008     | Mount Lemmon Survey                 |
| 744642 | 2009 UZ77                | 14 settembre 2009 | Spacewatch                          |
| 744643 | 2009 UA80                | 22 ottobre 2009   | Mount Lemmon Survey                 |
| 744644 | 2009 UK86                | 20 settembre 2009 | Mount Lemmon Survey                 |
| 744645 | 2009 UZ86                | 10 marzo 2007     | Mount Lemmon Survey                 |
| 744646 | 2009 UC89                | 24 ottobre 2009   | CSS                                 |
| 744647 | 2009 UA119               | 18 settembre 2009 | Spacewatch                          |
| 744648 | 2009 UT121               | 19 settembre 2009 | Spacewatch                          |
| 744649 | 2009 UO123               | 26 ottobre 2009   | Mount Lemmon Survey                 |
| 744650 | 2009 UQ129               | 14 ottobre 2009   | CSS                                 |
| 744651 | 2009 UT129               | 14 ottobre 2009   | CSS                                 |
| 744652 | 2009 UB131               | 16 ottobre 2009   | Osservatorio astronomico di Maiorca |
| 744653 | 2009 UR131               | 27 settembre 2009 | CSS                                 |
| 744654 | 2009 UF138               | 27 ottobre 2009   | Mount Lemmon Survey                 |
| 744655 | 2009 UR142               | 1 aprile 2008     | Spacewatch                          |
| 744656 | 2009 UQ145               | 2 ottobre 2009    | Mount Lemmon Survey                 |
| 744657 | 2009 UG147               | 24 ottobre 2009   | Spacewatch                          |
| 744658 | 2009 UE149               | 24 ottobre 2009   | Spacewatch                          |
| 744659 | 2009 UO160               | 24 ottobre 2009   | Spacewatch                          |
| 744660 | 2009 UH161               | 2 luglio 2005     | Spacewatch                          |
| 744661 | 2009 UO161               | 1 aprile 2012     | Mount Lemmon Survey                 |
| 744662 | 2009 UB162               | 27 ottobre 2009   | Mount Lemmon Survey                 |
| 744663 | 2009 UU162               | 24 ottobre 2009   | Mount Lemmon Survey                 |
| 744664 | 2009 UC163               | 26 ottobre 2009   | Spacewatch                          |
| 744665 | 2009 UO163               | 18 ottobre 2009   | Mount Lemmon Survey                 |
| 744666 | 2009 UE165               | 19 settembre 2014 | Pan-STARRS                          |
| 744667 | 2009 UL166               | 16 ottobre 2009   | Mount Lemmon Survey                 |
| 744668 | 2009 UP167               | 19 aprile 2012    | Mount Lemmon Survey                 |
| 744669 | 2009 UR167               | 16 ottobre 2009   | CSS                                 |
| 744670 | 2009 UU167               | 2 gennaio 2014    | CSS                                 |
| 744671 | 2009 UV167               | 14 giugno 2018    | Pan-STARRS                          |
| 744672 | 2009 UL168               | 8 agosto 2016     | Pan-STARRS                          |
| 744673 | 2009 UQ170               | 26 febbraio 2015  | Mount Lemmon Survey                 |
| 744674 | 2009 UR172               | 27 ottobre 2009   | Spacewatch                          |
| 744675 | 2009 UV175               | 25 ottobre 2009   | Spacewatch                          |
| 744676 | 2009 UL176               | 23 ottobre 2009   | Spacewatch                          |
| 744677 | 2009 UE177               | 17 ottobre 2009   | Mount Lemmon Survey                 |
| 744678 | 2009 UZ188               | 18 ottobre 2009   | Mount Lemmon Survey                 |
| 744679 | 2009 VS4                 | 22 settembre 2009 | Mount Lemmon Survey                 |
| 744680 | 2009 VC6                 | 24 ottobre 2009   | Spacewatch                          |
| 744681 | 2009 VC7                 | 23 settembre 2009 | Mount Lemmon Survey                 |
| 744682 | 2009 VN13                | 8 novembre 2009   | Mount Lemmon Survey                 |
| 744683 | 2009 VX13                | 24 ottobre 2009   | Spacewatch                          |
| 744684 | 2009 VF14                | 8 novembre 2009   | Mount Lemmon Survey                 |
| 744685 | 2009 VN15                | 24 ottobre 2009   | Spacewatch                          |
| 744686 | 2009 VM17                | 25 febbraio 2007  | Spacewatch                          |
| 744687 | 2009 VQ21                | 9 novembre 2009   | Mount Lemmon Survey                 |
| 744688 | 2009 VF28                | 21 settembre 2009 | Mount Lemmon Survey                 |
| 744689 | 2009 VT34                | 24 ottobre 2009   | Spacewatch                          |
| 744690 | 2009 VZ34                | 23 febbraio 2007  | Spacewatch                          |
| 744691 | 2009 VJ36                | 12 agosto 2004    | NEAT                                |
| 744692 | 2009 VJ40                | 21 settembre 2009 | Mount Lemmon Survey                 |
| 744693 | 2009 VJ42                | 24 ottobre 2009   | Spacewatch                          |
| 744694 | 2009 VM46                | 22 settembre 2009 | Mount Lemmon Survey                 |
| 744695 | 2009 VV46                | 9 novembre 2009   | Mount Lemmon Survey                 |
| 744696 | 2009 VB49                | 11 novembre 2009  | Spacewatch                          |
| 744697 | 2009 VK51                | 8 novembre 2009   | Spacewatch                          |
| 744698 | 2009 VJ65                | 26 ottobre 2009   | Spacewatch                          |
| 744699 | 2009 VC73                | 14 ottobre 2009   | Mount Lemmon Survey                 |
| 744700 | 2009 VT74                | 18 ottobre 2009   | CSS                                 |

## 744701–744800
| Nome   | Designazione provvisoria | Data di scoperta  | Scopritore          |
| ------ | ------------------------ | ----------------- | ------------------- |
| 744701 | 2009 VY75                | 22 ottobre 2009   | Mount Lemmon Survey |
| 744702 | 2009 VM82                | 8 novembre 2009   | Spacewatch          |
| 744703 | 2009 VB84                | 9 novembre 2009   | Spacewatch          |
| 744704 | 2009 VH84                | 17 settembre 2003 | Spacewatch          |
| 744705 | 2009 VS87                | 10 novembre 2009  | Spacewatch          |
| 744706 | 2009 VW87                | 10 novembre 2009  | Spacewatch          |
| 744707 | 2009 VX87                | 10 novembre 2009  | Spacewatch          |
| 744708 | 2009 VL90                | 11 novembre 2009  | Spacewatch          |
| 744709 | 2009 VY110               | 10 novembre 2009  | Mount Lemmon Survey |
| 744710 | 2009 VQ112               | 10 novembre 2009  | CSS                 |
| 744711 | 2009 VP115               | 26 novembre 2009  | Mount Lemmon Survey |
| 744712 | 2009 VK121               | 24 ottobre 2009   | Spacewatch          |
| 744713 | 2009 VH122               | 10 febbraio 2011  | Mount Lemmon Survey |
| 744714 | 2009 VH126               | 11 novembre 2009  | Spacewatch          |
| 744715 | 2009 VB127               | 8 novembre 2009   | Mount Lemmon Survey |
| 744716 | 2009 VS127               | 9 novembre 2009   | Mount Lemmon Survey |
| 744717 | 2009 VK131               | 8 novembre 2009   | Mount Lemmon Survey |
| 744718 | 2009 WX4                 | 16 novembre 2009  | Spacewatch          |
| 744719 | 2009 WG5                 | 16 novembre 2009  | Mount Lemmon Survey |
| 744720 | 2009 WJ7                 | 16 novembre 2009  | Spacewatch          |
| 744721 | 2009 WB12                | 30 agosto 2005    | Spacewatch          |
| 744722 | 2009 WY28                | 16 novembre 2009  | Spacewatch          |
| 744723 | 2009 WP29                | 6 agosto 2005     | NEAT                |
| 744724 | 2009 WC31                | 16 novembre 2009  | Spacewatch          |
| 744725 | 2009 WO37                | 24 ottobre 2005   | Spacewatch          |
| 744726 | 2009 WE41                | 17 novembre 2009  | Spacewatch          |
| 744727 | 2009 WF45                | 18 novembre 2009  | Spacewatch          |
| 744728 | 2009 WH54                | 8 novembre 2018   | Mount Lemmon Survey |
| 744729 | 2009 WN54                | 22 ottobre 2009   | Mount Lemmon Survey |
| 744730 | 2009 WG58                | 16 novembre 2009  | Mount Lemmon Survey |
| 744731 | 2009 WB59                | 2 aprile 2006     | Spacewatch          |
| 744732 | 2009 WQ59                | 22 ottobre 2009   | Mount Lemmon Survey |
| 744733 | 2009 WA62                | 16 novembre 2009  | Mount Lemmon Survey |
| 744734 | 2009 WP63                | 16 novembre 2009  | Mount Lemmon Survey |
| 744735 | 2009 WM64                | 16 novembre 2009  | Mount Lemmon Survey |
| 744736 | 2009 WN65                | 17 novembre 2009  | Mount Lemmon Survey |
| 744737 | 2009 WL68                | 17 novembre 2009  | Mount Lemmon Survey |
| 744738 | 2009 WC75                | 18 novembre 2009  | Spacewatch          |
| 744739 | 2009 WE75                | 10 novembre 2009  | Spacewatch          |
| 744740 | 2009 WM80                | 18 novembre 2009  | Spacewatch          |
| 744741 | 2009 WQ84                | 11 novembre 2009  | Spacewatch          |
| 744742 | 2009 WY86                | 11 novembre 2009  | Spacewatch          |
| 744743 | 2009 WS87                | 9 novembre 2009   | Mount Lemmon Survey |
| 744744 | 2009 WE89                | 19 novembre 2009  | Spacewatch          |
| 744745 | 2009 WZ94                | 20 novembre 2009  | Mount Lemmon Survey |
| 744746 | 2009 WH95                | 1 ottobre 2005    | Mount Lemmon Survey |
| 744747 | 2009 WJ96                | 25 ottobre 2009   | Spacewatch          |
| 744748 | 2009 WZ98                | 24 ottobre 2009   | Spacewatch          |
| 744749 | 2009 WT100               | 12 ottobre 2009   | Mount Lemmon Survey |
| 744750 | 2009 WU101               | 28 settembre 2009 | Mount Lemmon Survey |
| 744751 | 2009 WV103               | 10 novembre 2009  | Spacewatch          |
| 744752 | 2009 WL107               | 23 ottobre 2009   | Mount Lemmon Survey |
| 744753 | 2009 WD108               | 17 novembre 2009  | Mount Lemmon Survey |
| 744754 | 2009 WM110               | 17 novembre 2009  | Mount Lemmon Survey |
| 744755 | 2009 WC112               | 17 novembre 2009  | Mount Lemmon Survey |
| 744756 | 2009 WM116               | 20 novembre 2009  | Spacewatch          |
| 744757 | 2009 WO117               | 23 ottobre 2009   | Spacewatch          |
| 744758 | 2009 WJ121               | 21 ottobre 2009   | Mount Lemmon Survey |
| 744759 | 2009 WZ123               | 20 novembre 2009  | Mount Lemmon Survey |
| 744760 | 2009 WD125               | 20 novembre 2009  | Spacewatch          |
| 744761 | 2009 WC127               | 20 novembre 2009  | Spacewatch          |
| 744762 | 2009 WM150               | 12 ottobre 2009   | Mount Lemmon Survey |
| 744763 | 2009 WE158               | 20 novembre 2009  | Mount Lemmon Survey |
| 744764 | 2009 WX163               | 20 ottobre 1998   | Spacewatch          |
| 744765 | 2009 WO168               | 10 novembre 2009  | Spacewatch          |
| 744766 | 2009 WS171               | 31 agosto 2005    | Spacewatch          |
| 744767 | 2009 WQ173               | 9 novembre 2009   | Mount Lemmon Survey |
| 744768 | 2009 WQ175               | 23 novembre 2009  | Spacewatch          |
| 744769 | 2009 WZ177               | 23 novembre 2009  | Mount Lemmon Survey |
| 744770 | 2009 WG178               | 23 novembre 2009  | Mount Lemmon Survey |
| 744771 | 2009 WM182               | 25 ottobre 2003   | Spacewatch          |
| 744772 | 2009 WO190               | 31 maggio 2008    | Spacewatch          |
| 744773 | 2009 WR191               | 24 novembre 2009  | Mount Lemmon Survey |
| 744774 | 2009 WD194               | 24 novembre 2009  | Spacewatch          |
| 744775 | 2009 WM194               | 17 novembre 2009  | Mount Lemmon Survey |
| 744776 | 2009 WT196               | 25 novembre 2009  | Mount Lemmon Survey |
| 744777 | 2009 WT199               | 18 novembre 2009  | Mount Lemmon Survey |
| 744778 | 2009 WP204               | 19 settembre 2009 | Mount Lemmon Survey |
| 744779 | 2009 WN210               | 18 novembre 2009  | Spacewatch          |
| 744780 | 2009 WY212               | 18 novembre 2009  | Spacewatch          |
| 744781 | 2009 WJ213               | 18 novembre 2009  | Spacewatch          |
| 744782 | 2009 WH214               | 29 settembre 2009 | CSS                 |
| 744783 | 2009 WA223               | 16 novembre 2009  | Mount Lemmon Survey |
| 744784 | 2009 WK225               | 23 ottobre 2009   | Mount Lemmon Survey |
| 744785 | 2009 WM225               | 17 novembre 2009  | Spacewatch          |
| 744786 | 2009 WK228               | 17 novembre 2009  | Mount Lemmon Survey |
| 744787 | 2009 WB229               | 14 ottobre 2009   | Mount Lemmon Survey |
| 744788 | 2009 WD240               | 17 novembre 2009  | Spacewatch          |
| 744789 | 2009 WG243               | 19 novembre 2009  | Spacewatch          |
| 744790 | 2009 WP248               | 17 novembre 2009  | Mount Lemmon Survey |
| 744791 | 2009 WS255               | 20 novembre 2009  | Spacewatch          |
| 744792 | 2009 WN264               | 11 novembre 2009  | Spacewatch          |
| 744793 | 2009 WF265               | 23 ottobre 2009   | Mount Lemmon Survey |
| 744794 | 2009 WG271               | 13 dicembre 2010  | Mount Lemmon Survey |
| 744795 | 2009 WM272               | 6 aprile 2011     | Mount Lemmon Survey |
| 744796 | 2009 WW272               | 14 settembre 2014 | Pan-STARRS          |
| 744797 | 2009 WE274               | 17 novembre 2009  | Spacewatch          |
| 744798 | 2009 WO274               | 28 marzo 2014     | Mount Lemmon Survey |
| 744799 | 2009 WR274               | 24 agosto 2012    | Spacewatch          |
| 744800 | 2009 WW274               | 15 aprile 2012    | Pan-STARRS          |

## 744801–744900
| Nome   | Designazione provvisoria | Data di scoperta  | Scopritore                          |
| ------ | ------------------------ | ----------------- | ----------------------------------- |
| 744801 | 2009 WL275               | 24 ottobre 2009   | Spacewatch                          |
| 744802 | 2009 WB279               | 12 ottobre 2009   | Mount Lemmon Survey                 |
| 744803 | 2009 WL279               | 23 novembre 2009  | Mount Lemmon Survey                 |
| 744804 | 2009 WR279               | 25 ottobre 2014   | Mount Lemmon Survey                 |
| 744805 | 2009 WL281               | 20 settembre 2014 | Pan-STARRS                          |
| 744806 | 2009 WT281               | 31 dicembre 2013  | Pan-STARRS                          |
| 744807 | 2009 WB282               | 30 aprile 2012    | Mount Lemmon Survey                 |
| 744808 | 2009 WE282               | 14 agosto 2013    | Pan-STARRS                          |
| 744809 | 2009 WM284               | 15 aprile 2012    | Pan-STARRS                          |
| 744810 | 2009 WR286               | 20 novembre 2009  | Mount Lemmon Survey                 |
| 744811 | 2009 WP289               | 27 novembre 2009  | Spacewatch                          |
| 744812 | 2009 WD291               | 25 novembre 2009  | Spacewatch                          |
| 744813 | 2009 XC                  | 8 novembre 2009   | Spacewatch                          |
| 744814 | 2009 XN4                 | 24 ottobre 2005   | Spacewatch                          |
| 744815 | 2009 XQ6                 | 10 luglio 2012    | R. Holmes                           |
| 744816 | 2009 XA10                | 17 settembre 2009 | Spacewatch                          |
| 744817 | 2009 XM10                | 19 novembre 2009  | Spacewatch                          |
| 744818 | 2009 XT13                | 25 ottobre 2005   | Spacewatch                          |
| 744819 | 2009 XG16                | 26 ottobre 2005   | Spacewatch                          |
| 744820 | 2009 XG17                | 15 dicembre 2009  | Mount Lemmon Survey                 |
| 744821 | 2009 XB20                | 15 dicembre 2009  | Mount Lemmon Survey                 |
| 744822 | 2009 XT21                | 21 novembre 2009  | Mount Lemmon Survey                 |
| 744823 | 2009 XH24                | 20 novembre 2003  | Spacewatch                          |
| 744824 | 2009 XJ26                | 15 dicembre 2009  | Mount Lemmon Survey                 |
| 744825 | 2009 XJ27                | 10 ottobre 2012   | Mount Lemmon Survey                 |
| 744826 | 2009 XB30                | 10 dicembre 2009  | Mount Lemmon Survey                 |
| 744827 | 2009 XU30                | 15 dicembre 2009  | Mount Lemmon Survey                 |
| 744828 | 2009 YN4                 | 17 dicembre 2009  | Mount Lemmon Survey                 |
| 744829 | 2009 YD9                 | 31 agosto 2005    | Spacewatch                          |
| 744830 | 2009 YY12                | 18 dicembre 2009  | Mount Lemmon Survey                 |
| 744831 | 2009 YJ19                | 23 novembre 2009  | Spacewatch                          |
| 744832 | 2009 YO23                | 20 dicembre 2009  | Mount Lemmon Survey                 |
| 744833 | 2009 YR23                | 6 settembre 2005  | LONEOS                              |
| 744834 | 2009 YG27                | 30 marzo 2015     | Pan-STARRS                          |
| 744835 | 2009 YD28                | 17 dicembre 2009  | Spacewatch                          |
| 744836 | 2009 YR28                | 19 dicembre 2009  | Mount Lemmon Survey                 |
| 744837 | 2009 YX30                | 17 dicembre 2009  | Mount Lemmon Survey                 |
| 744838 | 2009 YQ32                | 18 dicembre 2009  | Spacewatch                          |
| 744839 | 2010 AN8                 | 6 gennaio 2010    | CSS                                 |
| 744840 | 2010 AK9                 | 6 gennaio 2010    | Spacewatch                          |
| 744841 | 2010 AC13                | 17 novembre 2009  | Mount Lemmon Survey                 |
| 744842 | 2010 AT13                | 7 gennaio 2010    | Spacewatch                          |
| 744843 | 2010 AA17                | 23 novembre 2009  | Mount Lemmon Survey                 |
| 744844 | 2010 AB18                | 7 gennaio 2010    | Mount Lemmon Survey                 |
| 744845 | 2010 AW53                | 8 gennaio 2010    | Spacewatch                          |
| 744846 | 2010 AW78                | 6 gennaio 2010    | CSS                                 |
| 744847 | 2010 AD158               | 17 gennaio 2016   | Pan-STARRS                          |
| 744848 | 2010 AF158               | 24 maggio 2011    | Pan-STARRS                          |
| 744849 | 2010 AT158               | 9 marzo 2014      | Pan-STARRS                          |
| 744850 | 2010 AJ162               | 8 gennaio 2010    | Mount Lemmon Survey                 |
| 744851 | 2010 AL166               | 7 gennaio 2010    | Mount Lemmon Survey                 |
| 744852 | 2010 BB3                 | 21 gennaio 2010   | Osservatorio astronomico di Maiorca |
| 744853 | 2010 BL132               | 2 ottobre 2016    | Mount Lemmon Survey                 |
| 744854 | 2010 BN148               | 12 ottobre 2014   | Mount Lemmon Survey                 |
| 744855 | 2010 CP4                 | 11 gennaio 2010   | Spacewatch                          |
| 744856 | 2010 CY23                | 7 gennaio 2010    | Spacewatch                          |
| 744857 | 2010 CZ29                | 4 febbraio 2000   | Spacewatch                          |
| 744858 | 2010 CP33                | 10 febbraio 2010  | Spacewatch                          |
| 744859 | 2010 CO37                | 13 febbraio 2010  | Mount Lemmon Survey                 |
| 744860 | 2010 CT42                | 25 dicembre 2005  | CSS                                 |
| 744861 | 2010 CF58                | 24 febbraio 2006  | CSS                                 |
| 744862 | 2010 CX68                | 10 febbraio 2010  | Spacewatch                          |
| 744863 | 2010 CR72                | 7 gennaio 2010    | Spacewatch                          |
| 744864 | 2010 CM74                | 11 gennaio 2010   | Spacewatch                          |
| 744865 | 2010 CF77                | 13 febbraio 2010  | Mount Lemmon Survey                 |
| 744866 | 2010 CA85                | 14 febbraio 2010  | Spacewatch                          |
| 744867 | 2010 CT89                | 14 febbraio 2010  | Mount Lemmon Survey                 |
| 744868 | 2010 CD91                | 23 gennaio 2006   | Mount Lemmon Survey                 |
| 744869 | 2010 CZ95                | 14 febbraio 2010  | Mount Lemmon Survey                 |
| 744870 | 2010 CV103               | 14 febbraio 2010  | Spacewatch                          |
| 744871 | 2010 CC107               | 14 febbraio 2010  | Mount Lemmon Survey                 |
| 744872 | 2010 CB113               | 4 marzo 2006      | Spacewatch                          |
| 744873 | 2010 CX119               | 2 febbraio 1997   | Spacewatch                          |
| 744874 | 2010 CT140               | 7 gennaio 2006    | Mount Lemmon Survey                 |
| 744875 | 2010 CL151               | 14 febbraio 2010  | Spacewatch                          |
| 744876 | 2010 CC155               | 15 febbraio 2010  | Spacewatch                          |
| 744877 | 2010 CB163               | 9 febbraio 2010   | Spacewatch                          |
| 744878 | 2010 CR168               | 7 agosto 2008     | Spacewatch                          |
| 744879 | 2010 CV168               | 2 ottobre 2003    | Spacewatch                          |
| 744880 | 2010 CY250               | 10 ottobre 2008   | Mount Lemmon Survey                 |
| 744881 | 2010 CF261               | 11 gennaio 2016   | Pan-STARRS                          |
| 744882 | 2010 CF270               | 15 febbraio 2010  | CSS                                 |
| 744883 | 2010 CK270               | 22 ottobre 2012   | Pan-STARRS                          |
| 744884 | 2010 CC271               | 26 febbraio 2014  | Pan-STARRS                          |
| 744885 | 2010 CH272               | 28 ottobre 2003   | W. Bickel                           |
| 744886 | 2010 CJ272               | 14 febbraio 2010  | Mount Lemmon Survey                 |
| 744887 | 2010 CA273               | 13 agosto 2012    | Pan-STARRS                          |
| 744888 | 2010 CR273               | 24 gennaio 2014   | Pan-STARRS                          |
| 744889 | 2010 DD1                 | 16 febbraio 2010  | Mount Lemmon Survey                 |
| 744890 | 2010 DP3                 | 16 febbraio 2010  | Spacewatch                          |
| 744891 | 2010 DT8                 | 16 febbraio 2010  | Spacewatch                          |
| 744892 | 2010 DG9                 | 16 febbraio 2010  | Mount Lemmon Survey                 |
| 744893 | 2010 DV9                 | 16 febbraio 2010  | Mount Lemmon Survey                 |
| 744894 | 2010 DM34                | 16 febbraio 2010  | Mount Lemmon Survey                 |
| 744895 | 2010 DF38                | 16 febbraio 2010  | Mount Lemmon Survey                 |
| 744896 | 2010 DF40                | 16 febbraio 2010  | Mount Lemmon Survey                 |
| 744897 | 2010 DB43                | 17 febbraio 2010  | Spacewatch                          |
| 744898 | 2010 DF44                | 17 febbraio 2010  | Spacewatch                          |
| 744899 | 2010 DZ46                | 17 febbraio 2010  | Spacewatch                          |
| 744900 | 2010 DZ74                | 17 febbraio 2010  | Spacewatch                          |

## 744901–745000
| Nome   | Designazione provvisoria | Data di scoperta  | Scopritore                   |
| ------ | ------------------------ | ----------------- | ---------------------------- |
| 744901 | 2010 DG94                | 3 giugno 2016     | Mount Lemmon Survey          |
| 744902 | 2010 DP104               | 28 aprile 2014    | CTIO-DECam                   |
| 744903 | 2010 DF105               | 11 marzo 2011     | Spacewatch                   |
| 744904 | 2010 DZ106               | 5 marzo 2016      | Pan-STARRS                   |
| 744905 | 2010 DZ107               | 2 ottobre 2013    | Pan-STARRS                   |
| 744906 | 2010 DQ108               | 13 luglio 2013    | Mount Lemmon Survey          |
| 744907 | 2010 DE113               | 18 febbraio 2010  | Mount Lemmon Survey          |
| 744908 | 2010 EC29                | 4 marzo 2010      | Spacewatch                   |
| 744909 | 2010 EB31                | 15 febbraio 2010  | Mount Lemmon Survey          |
| 744910 | 2010 EF31                | 16 febbraio 2010  | Spacewatch                   |
| 744911 | 2010 EF38                | 12 marzo 2010     | Spacewatch                   |
| 744912 | 2010 ET41                | 17 febbraio 2010  | Spacewatch                   |
| 744913 | 2010 EX44                | 27 gennaio 2006   | Mount Lemmon Survey          |
| 744914 | 2010 EJ66                | 12 marzo 2010     | Spacewatch                   |
| 744915 | 2010 EP70                | 12 marzo 2010     | Spacewatch                   |
| 744916 | 2010 EQ75                | 12 marzo 2010     | Mount Lemmon Survey          |
| 744917 | 2010 EC85                | 16 febbraio 2010  | Mount Lemmon Survey          |
| 744918 | 2010 EP88                | 15 febbraio 2010  | CSS                          |
| 744919 | 2010 EP93                | 14 marzo 2010     | Mount Lemmon Survey          |
| 744920 | 2010 EX93                | 24 settembre 2005 | Spacewatch                   |
| 744921 | 2010 EW99                | 14 marzo 2010     | Spacewatch                   |
| 744922 | 2010 ER100               | 15 marzo 2010     | Spacewatch                   |
| 744923 | 2010 EN136               | 13 marzo 2010     | Mount Lemmon Survey          |
| 744924 | 2010 EV141               | 13 marzo 2010     | Spacewatch                   |
| 744925 | 2010 ER176               | 30 marzo 2011     | Mount Lemmon Survey          |
| 744926 | 2010 EW188               | 15 marzo 2010     | Mount Lemmon Survey          |
| 744927 | 2010 EA190               | 28 gennaio 2017   | Mount Lemmon Survey          |
| 744928 | 2010 ER190               | 4 marzo 2010      | Spacewatch                   |
| 744929 | 2010 FE1                 | 16 marzo 2010     | Mount Lemmon Survey          |
| 744930 | 2010 FJ24                | 18 marzo 2010     | Mount Lemmon Survey          |
| 744931 | 2010 FG29                | 16 febbraio 2010  | Spacewatch                   |
| 744932 | 2010 FT87                | 17 marzo 2010     | Spacewatch                   |
| 744933 | 2010 FF95                | 25 marzo 2010     | Spacewatch                   |
| 744934 | 2010 FK95                | 25 marzo 2010     | Mount Lemmon Survey          |
| 744935 | 2010 FV126               | 28 gennaio 2015   | Pan-STARRS                   |
| 744936 | 2010 FM134               | 1 novembre 2013   | Spacewatch                   |
| 744937 | 2010 FZ137               | 10 marzo 2015     | Pan-STARRS                   |
| 744938 | 2010 FY139               | 23 novembre 2012  | Spacewatch                   |
| 744939 | 2010 FC140               | 17 giugno 2006    | Spacewatch                   |
| 744940 | 2010 FF140               | 18 marzo 2010     | Mount Lemmon Survey          |
| 744941 | 2010 FJ140               | 19 marzo 2010     | Mount Lemmon Survey          |
| 744942 | 2010 FO140               | 20 marzo 2010     | Spacewatch                   |
| 744943 | 2010 FR140               | 11 ottobre 2017   | Mount Lemmon Survey          |
| 744944 | 2010 FJ142               | 14 gennaio 2015   | Pan-STARRS                   |
| 744945 | 2010 FF143               | 23 gennaio 2015   | Pan-STARRS                   |
| 744946 | 2010 GN26                | 4 aprile 2010     | Spacewatch                   |
| 744947 | 2010 GJ27                | 5 aprile 2010     | Mount Lemmon Survey          |
| 744948 | 2010 GS30                | 27 settembre 2003 | Spacewatch                   |
| 744949 | 2010 GD67                | 12 aprile 2010    | Spacewatch                   |
| 744950 | 2010 GE99                | 18 marzo 2010     | Spacewatch                   |
| 744951 | 2010 GM100               | 5 aprile 2010     | Spacewatch                   |
| 744952 | 2010 GP105               | 14 febbraio 2010  | Mount Lemmon Survey          |
| 744953 | 2010 GF109               | 8 aprile 2010     | Mount Lemmon Survey          |
| 744954 | 2010 GF115               | 9 agosto 2007     | Spacewatch                   |
| 744955 | 2010 GD116               | 6 aprile 1994     | Spacewatch                   |
| 744956 | 2010 GO141               | 9 aprile 2010     | Mount Lemmon Survey          |
| 744957 | 2010 GD160               | 7 aprile 2010     | Mount Lemmon Survey          |
| 744958 | 2010 GY177               | 7 ottobre 2012    | Pan-STARRS                   |
| 744959 | 2010 GM181               | 28 agosto 2016    | Mount Lemmon Survey          |
| 744960 | 2010 GA184               | 11 febbraio 2016  | Pan-STARRS                   |
| 744961 | 2010 GH189               | 20 aprile 2015    | Pan-STARRS                   |
| 744962 | 2010 GH199               | 25 maggio 2014    | Pan-STARRS                   |
| 744963 | 2010 GS199               | 18 marzo 2013     | Mount Lemmon Survey          |
| 744964 | 2010 GB200               | 14 agosto 2012    | Spacewatch                   |
| 744965 | 2010 GD200               | 15 aprile 2010    | Mount Lemmon Survey          |
| 744966 | 2010 GJ200               | 13 aprile 2010    | Mount Lemmon Survey          |
| 744967 | 2010 GJ201               | 14 febbraio 2013  | Pan-STARRS                   |
| 744968 | 2010 GK201               | 9 aprile 2010     | Mount Lemmon Survey          |
| 744969 | 2010 GY202               | 12 febbraio 2018  | Pan-STARRS                   |
| 744970 | 2010 GK203               | 6 aprile 2010     | Spacewatch                   |
| 744971 | 2010 GB212               | 10 aprile 2010    | Mount Lemmon Survey          |
| 744972 | 2010 HU76                | 17 aprile 2010    | Mount Lemmon Survey          |
| 744973 | 2010 HT138               | 7 ottobre 2012    | Pan-STARRS                   |
| 744974 | 2010 HA139               | 9 ottobre 2012    | Pan-STARRS                   |
| 744975 | 2010 HB139               | 6 ottobre 2012    | Pan-STARRS                   |
| 744976 | 2010 HK139               | 8 gennaio 2015    | Pan-STARRS                   |
| 744977 | 2010 JO15                | 7 maggio 2010     | Mount Lemmon Survey          |
| 744978 | 2010 JJ37                | 5 aprile 2010     | Spacewatch                   |
| 744979 | 2010 JF39                | 6 maggio 2010     | Mount Lemmon Survey          |
| 744980 | 2010 JH43                | 3 maggio 2010     | Spacewatch                   |
| 744981 | 2010 JM71                | 11 maggio 2010    | M. Schwartz, P. R. Holvorcem |
| 744982 | 2010 JB76                | 10 aprile 2010    | Mount Lemmon Survey          |
| 744983 | 2010 JL115               | 9 maggio 2010     | CSS                          |
| 744984 | 2010 JM120               | 19 agosto 2006    | Spacewatch                   |
| 744985 | 2010 JR148               | 4 maggio 2010     | Spacewatch                   |
| 744986 | 2010 JF150               | 6 aprile 2010     | Spacewatch                   |
| 744987 | 2010 JY156               | 11 maggio 2010    | Mount Lemmon Survey          |
| 744988 | 2010 JR158               | 11 aprile 2010    | Mount Lemmon Survey          |
| 744989 | 2010 JC165               | 10 aprile 2010    | Mount Lemmon Survey          |
| 744990 | 2010 JL176               | 12 maggio 2010    | Mount Lemmon Survey          |
| 744991 | 2010 JS187               | 6 maggio 2010     | WISE                         |
| 744992 | 2010 JK188               | 30 aprile 2005    | Spacewatch                   |
| 744993 | 2010 JL189               | 11 giugno 2015    | Pan-STARRS                   |
| 744994 | 2010 JE196               | 10 novembre 2017  | Pan-STARRS                   |
| 744995 | 2010 JB200               | 12 maggio 2010    | WISE                         |
| 744996 | 2010 JG204               | 15 ottobre 2015   | Pan-STARRS                   |
| 744997 | 2010 JP205               | 12 marzo 2016     | Pan-STARRS                   |
| 744998 | 2010 JU210               | 11 maggio 2010    | Mount Lemmon Survey          |
| 744999 | 2010 JB211               | 12 aprile 2015    | Pan-STARRS                   |
| 745000 | 2010 JG211               | 28 febbraio 2014  | Pan-STARRS                   |